# Le Brigand de la steppe
Pour plus de détails, voir Fiche technique et Distribution.
Le Brigand de la steppe (titre original : I predonni della steppa) est un film italien d'Amerigo Anton sorti en 1964.

## Synopsis
Promise par son père au cruel Tartare Alta-Khan, la princesse Samira est enlevée contre la remise d'une rançon par le prince Shankar. Le roi Yessen Khan ne tarde pas à découvrir la duplicité du Tartare et à récompenser le prince et son courage en lui offrant sa fille en mariage…

## Fiche technique
- Titre original : I predoni della steppa
- Réalisation : Amerigo Anton
- Scénario : Amerigo Anton et Mario Moroni
- Directeur de la photographie : Aldo Giordani
- Musique : Carlo Rustichelli
- Costumes : Walter Patriarca
- Production : Luigi Rovere
- Genre : drame, film d'aventure, film d'action
- Pays :  Italie
- Durée : 97 minutes
- Date de sortie :
  -  Italie : 30 janvier 1964
  -  France : 27 janvier 1965
  -  Allemagne de l'Ouest : 8 octobre 1965

## Distribution
- Kirk Morris (VF : Roger Rudel) : Sandar Khan
- Moira Orfei (VF : Jacqueline Rivière) : Malina
- Daniele Vargas (VF : Henry Djanik) : Altan Khan
- Ombretta Colli (VF : Jeanine Freson) : Samira
- Peter White (VF : Émile Duard) : Yessen Khan
- Giulio Donnini : le Consigliere de Khan
- Ugo Sasso (VF : Raymond Loyer) : Ciukhai
- Furio Meniconi (VF : Jean Violette) : Kublaï